# Impression recto-verso
 (signalé en août 2025).
Si vous disposez d'ouvrages ou d'articles de référence ou si vous connaissez des sites web de qualité traitant du thème abordé ici, merci de compléter l'article en donnant les références utiles à sa vérifiabilité et en les liant à la section « Notes et références ».
- Archive Wikiwix
- Bing
- Cairn
- DuckDuckGo
- E. Universalis
- Gallica
- Google
- G. Books
- G. News
- G. Scholar
- Persée
- Qwant
- (zh) Baidu
- (ru) Yandex
- (wd) trouver des œuvres sur Wikidata

L'impression recto-verso (en anglais, duplex printing) est une caractéristique de certaines imprimantes et de certains photocopieurs qui permet d'imprimer automatiquement une feuille de papier des deux côtés.
Les périphériques d'impression ne disposant pas de cette fonctionnalité peuvent uniquement imprimer sur une face du papier. On parle alors d'impression simple-face (en anglais, single-sided printing ou simplex printing).
Les imprimantes grand-public et les imprimantes de volume faible à moyen utilisent une unité recto-verso qui inverse une feuille de papier, puis imprime le verso après l'impression du premier côté.
Les imprimantes multifonctions qui prennent également en charge la numérisation recto-verso sont équipées d'un alimentateur automatique de documents inverseur pour numériser les deux côtés.
Les imprimantes à volume élevé peuvent avoir deux moteurs d’impression sur un seul appareil et peuvent imprimer les deux côtés du papier en un seul passage.

## Fonctionnement
Selon les options, les logiciels et les paramètres de l'imprimante, les périphériques d'impression recto-verso peuvent imprimer un côté de feuille vers un côté de feuille (1:1) ou une feuille recto-verso vers une feuille recto-verso (2:2). Plusieurs copieurs peuvent également copier des pages à simple face vers des pages recto-verso (1:2). Des formats de livrets recto-verso (2:2 avec un pli central) sont également disponibles, en fonction des sorties optionnelles de l’imprimante.

## Crédit de traduction
- (en) Cet article est partiellement ou en totalité issu de l’article de Wikipédia en anglais intitulé « Duplex printing » (voir la liste des auteurs).